# Pradelles-en-Val

Pradelles-en-Val este o comună în departamentul Aude din sudul Franței. În 1 ianuarie 2018 avea o populație de 178 de locuitori.